# (4220) Flood
(4220) Flood ist ein Hauptgürtelasteroid, der am 22. Februar 1988 von Robert McNaught vom Siding-Spring-Observatorium aus entdeckt wurde.